# 春の十七の瞬間 (テレビドラマ)
『春の十七の瞬間』（はるのじゅうななのとき、ロシア語: Семнадцать мгновений весны）は、1973年のソ連のテレビドラマ。全12回。ユリアン・セミョーノフによる1970年の同名小説の映像化作品。監督はタチアナ・リオズノワで、ヴャチェスラフ・チーホノフとレオニード・ブロネヴォイが主演を務めた。

## あらすじ
ベルリン、1945年早春。ソビエトの諜報部員スティルリッツは、ナチスの親衛隊連隊指揮官として敵陣ドイツ第三帝国に潜入していた。「ナチスの指導者の誰かが西側との接触をはかろうとしている。それを突き止めることが不可欠だ」とモスクワでの本部から暗号通信を受けたスティルリッツ。

## キャスト
- ヴャチェスラフ・チーホノフ：親衛隊大佐スティルリッツ
- レオニード・ブロネヴォイ：親衛隊中将ハインリヒ・ミュラー
- オレグ・タバコフ（ロシア語版、英語版）：親衛隊少将ヴァルター・シェレンベルク
- ユーリイ・ヴィーズボル：全国指導者マルティン・ボルマン
- ヴィルヘルムブルマイヤー：国家元帥ヘルマン・ゲーリング
- フリッツ・ディエツ：アドルフ・ヒトラー
- ミハイル・ジャルコフスキー：親衛隊大将エルンスト・カルテンブルンナー
- ワシリー・ラノボイ：親衛隊上級大将カール・ヴォルフ
- ニコライ・プロコポヴィッチ：親衛隊全国指導者ハインリヒ・ヒムラー
- アンドロー・コバラーゼ：ヨシフ・スターリン
- ヴャチェスラフ・シャレーヴィッチ：アレン・ウェルシュ・ダレス

## その他
- 国家保安本部のシーンはロシアのブティルカ刑務所で撮影された[1]。
- スティルリッツが運転している自動車は1938年製のメルセデス・ベンツ230。しかし同名小説春の十七の瞬間 (小説)（ロシア語版）によると、スティルリッツはホルヒを運転している。
- ソ連第4代国家保安委員会議長ユーリ・アンドロポフの提案に応じてドラマにエルンスト・テールマンに関する情報が追加された。